# North Thompson Lift Bridge
Die North Thompson Lift Bridge ist eine eingleisige Eisenbahnbrücke über den North Thompson River in der kanadischen Stadt Kamloops, British Columbia. Sie liegt östlich des Stadtteils Brocklehurst und etwa vier Kilometer oberhalb des Zusammenflusses von North und South Thompson River. Die Balkenbrücke mit integrierter Hubbrücke wurde 1914 von der Canadian Northern Railway (CNoR) in Betrieb genommen, die 1923 in der Canadian National Railway (CN) aufgegangen ist. Der bewegliche Brückenteil wurde 1937 in der geschlossenen Position fixiert und der Hubmechanismus später entfernt. Parallel zur Eisenbahnbrücke verläuft etwa 150 Meter flussabwärts die Halston Bridge, eine vierspurige Straßenbrücke, über die Brocklehurst seit 1984 an den British Columbia Highway 5 angeschlossen ist.

## Geschichte

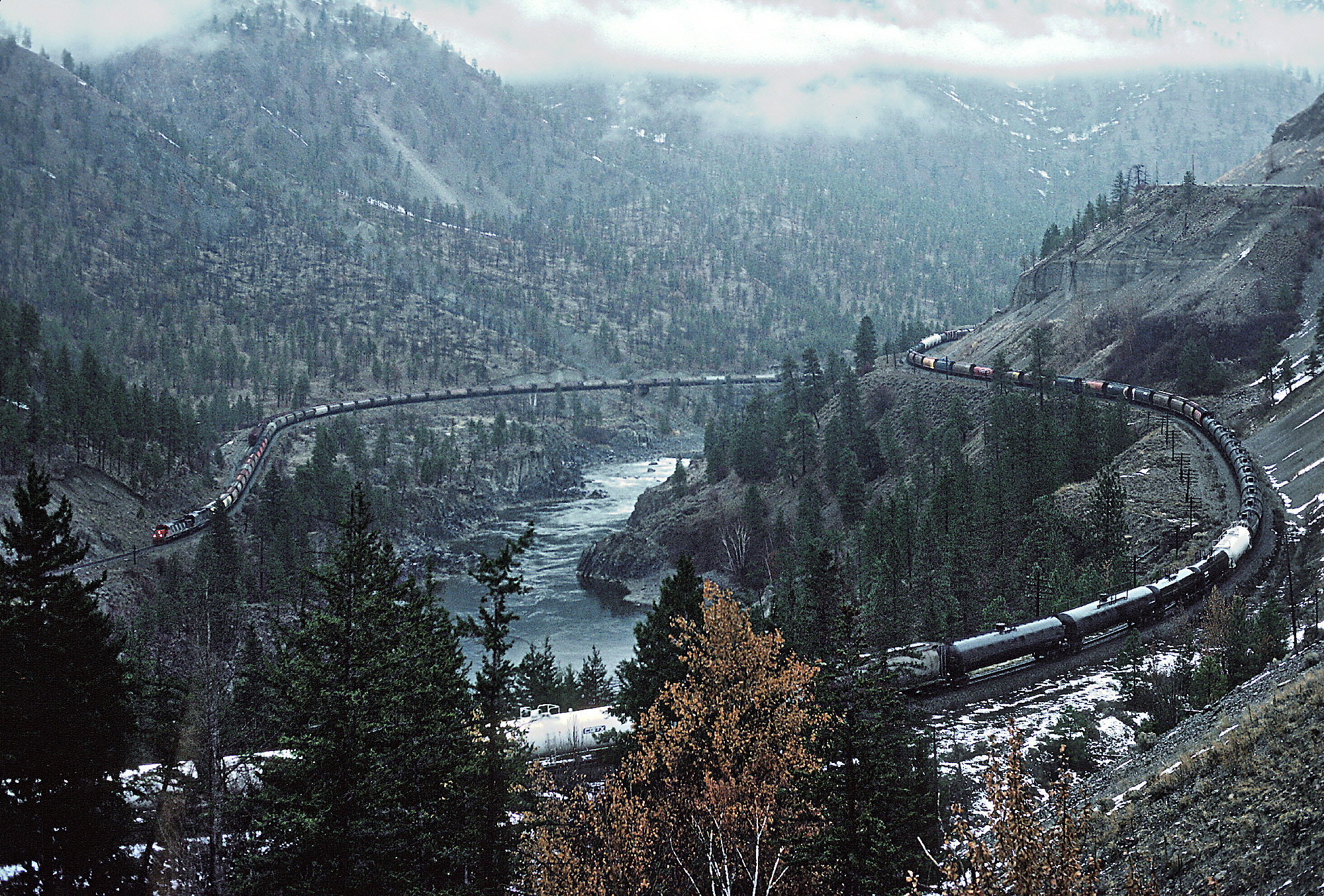
Die beiden Bahnstrecken der CPR (rechts) und CN (links) im Thompson River Canyon östlich von Lytton, 1984

Die Eisenbahn kam 1885 mit dem Bau der ersten kanadischen transkontinentalen Bahnverbindung von Vancouver nach Montreal nach Kamloops. Von Vancouver aus verlegte die Canadian Pacific Railway (CPR) die Strecke am Westufer des Fraser Rivers, wechselte in der Nähe von Lytton am Streckenpunkt Cisco zum Ostufer und folgte dann dem Thompson River am Südufer hinauf nach Kamloops, von wo sie sich ostwärts in Richtung Kicking Horse Pass fortsetzte.  Mit dem kommerziellen Erfolg der CPR entstanden Anfang des 20. Jahrhunderts weitere, teils weiter nördlich verlaufende transkontinentale Verbindungen durch die Grand Trunk Pacific Railway (Moncton–Prince Rupert) und durch die Canadian Northern Railway (Montreal–Vancouver). Letztere verlief zwischen Vancouver und Kamloops parallel zur Strecke der CPR am Fraser und Thompson entlang, musste aber aufgrund der steilen Flusscanyons jeweils am gegenüberliegenden Ufer verlegt werden.

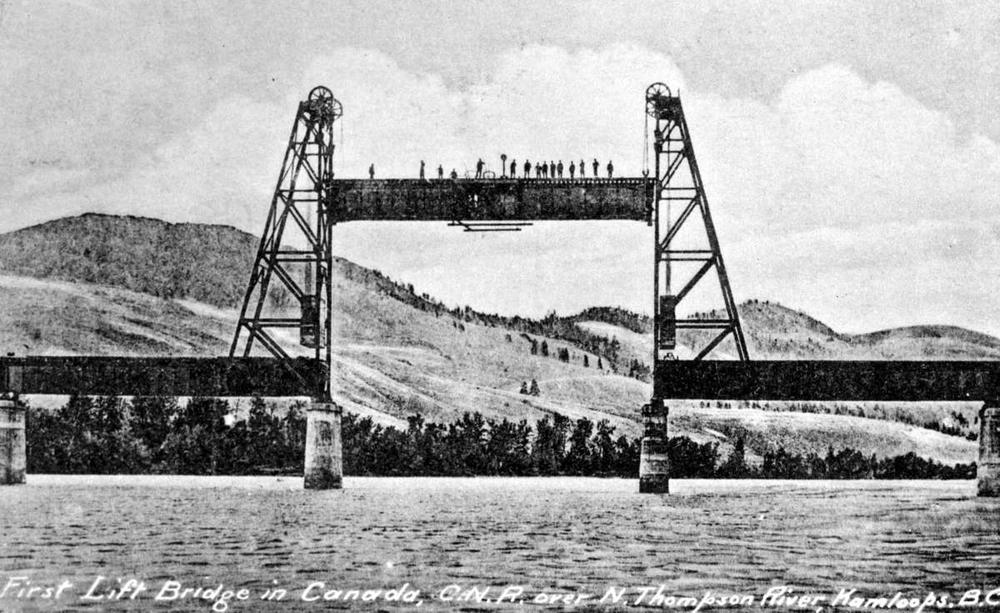
Hubbrücke kurz vor ihrer Fertigstellung mit mehreren Arbeitern auf dem beweglichen Balkenträger, 1914

In Kamloops vereinigt sich der aus Osten kommende South Thompson River mit dem aus Norden kommenden North Thompson River zum Thompson River und auch die beiden den Zuflüssen folgenden Eisenbahnstrecken verlaufen ab hier wie eingangs erwähnt parallel zur Westküste Kanadas. Die von Osten über den Kicking Horse Pass verlaufende Strecke der CPR folgt dem South Thompson und die der CNoR verläuft nördlich über den Yellowhead Pass und folgt dem North Thompson nach Kamloops. Da letztere etwa vier Kilometer oberhalb der Flussmündung vom östlichen Ufer nach Westen wechseln musste, um später dem Nordufer des Thompson zu folgen, war die Errichtung einer etwa 400 Meter langen Brücke notwendig, die wie alle 18 weiteren Brücken der CNoR zwischen Yale und Kamloops von den Brückenbauingenieuren John Alexander Low Waddell und John L. Harrington (Waddell & Harrington) entworfen wurden, darunter unter anderem die CN Cisco Bridge. Für die Querung in Kamloops wählte sie eine Balkenbrücke aus 13 Brückenfeldern mit integrierter Hubbrücke. Obwohl die Ausschreibungen schon 1912 durch den Generalunternehmer Mackenzie, Mann & Company vergeben wurden, konnten bedingt durch Materialengpässe die Bauarbeiten erst 1913 beginnen. Diese waren im März 1914 abgeschlossen und die transkontinentale Verbindung der CNoR nahm im Folgejahr schließlich ihren Betrieb auf. Nur drei Jahre später geriet die Eisenbahngesellschaft in finanzielle Schwierigkeiten und musste 1918 verstaatlicht werden. Seit 1923 ist sie zusammen mit der damals ebenfalls insolventen Grand Trunk Pacific Teil der Canadian National Railway (CN).
Die CN erhielt 1936 die Genehmigung den beweglichen Brückenteil stillzulegen und entfernte später den Hubmechanismus einschließlich der Gegengewichte, nur die zwei Fachwerktürme sind heute noch vorhanden. Die ursprünglich aus Holz bestehenden Trestle-Brücken der Zufahrten wurden 1960 flussseitig – in Anlehnung zum Überbau der Hauptbrücke von 1885 – durch Vollwandträger ersetzt und der Rest zu einem Bahndamm verfüllt. Bis 1984 entstand etwa 150 Meter flussabwärts mit der Halston Bridge eine vierspurige Straßenbrücke parallel zur Eisenbahnbrücke, über die der Stadtteil Brocklehurst an den British Columbia Highway 5 angeschlossen ist.

## Beschreibung
Die rund 410 m lange Balkenbrücke liegt in Ost-West-Ausrichtung und besteht aus 15 etwa 3 Meter hohen Vollwandträgern aus Stahl, wobei die 13 zentralen Träger Längen von jeweils 28 Meter haben und die beiden abschließenden Träger zu den jeweiligen Widerlagern mit 22–23 Meter etwas kürzer sind. Der Überbau wird von 14 Stahlbetonpfeilern getragen, die mittels Pfahlgründung im Flussbett verankert sind und bei Niedrigwasser etwa 7,5 Meter empor ragen; die Gleisebene verläuft rund 4 m darüber. Der neunte Träger von Westufer aus gesehen war ursprünglich eine Hubbrücke, was heute noch an den beiden vorhandenen Fachwerktürmen erkennbar ist. Diese waren das charakteristische Merkmal des von J. A. L. Waddell entwickelten Designs für Hubbrücken und trugen Umlenkrollen eines Seilzugsystems, das die gegenläufige Bewegung von Brückenträger und Gewichten ermöglichte. Der hier verwendete 100-Tonnen-Balkenträger ließ sich 16 Meter anheben und ermöglichte eine lichte Höhe von 24 Meter über Niedrigwasser bzw. etwa 17 Meter bei Hochwasser. Angetrieben wurde der Hubmechanismus durch einen Benzinmotor und der Hebevorgang dauerte etwa 100 Sekunden. Die Konstruktion der Hubbrücke was so ausgelegt, dass bei einer Veränderung der Fahrrinne, die Fachwerktürme und der Hubmechanismus zu einem beliebigen baugleichen Balkenträger versetzt werden konnten.